# Another Time Another Leaf 鏡の中の探偵
『Another Time Another Leaf 鏡の中の探偵』（アナザータイム アナザーリーフ かがみのなかのたんてい）は、アークシステムワークスから2009年4月23日に発売されたニンテンドーDS用ゲームソフト。

## ストーリー
桜音 楓は、ただ1人の肉親である母親の死に、意気消沈していた。自分の手元に残されたのは、母親の遺した一枚の手鏡。その手鏡を覗き込むと、そこには自分とそっくりな少女・朱葉が居た。

## 登場人物

### 学院編
桜音 楓（さくらね かえで）
声：井上麻里奈
このゲームの主人公である女子高生。おしとやかな性格で、争いごとを好まない。また、かなりの天然ボケでもあり、話がかみ合わないこともしばしば。
朱葉（あけは）
声：井上麻里奈
楓の手鏡の中に存在する少女。容貌は楓と瓜二つだが、性格は正反対。格闘の心得もある。過去に戻ることのできる能力「時遷（ときうつし）」を使って、事件を解決へと導く。
水品 昂（みずしな こう）
声：鈴村健一
楓のクラスメイト。しっかりした性格で、事件が起こると楓を積極的にサポートする。裕福な家庭ではないらしい。
小野内 悠人（おのうち ゆうと）
声：菅沼久義
楓のクラスメイト。思ったことをすぐに口に出してしまう性格。趣味はマジック。
和泉 こころ（いずみ こころ）
声：相沢舞
楓のクラスメイト。寮で楓と隣の部屋になった事から、楓と親しくなる。いつもオーダーメイドのノートパソコンを持ち歩いており、それに夢中になると周りの声が耳に入らなくなる。趣味は自分でゲームを作る事。
カグラ・ウルヴァース
声：池辺久美子
楓のクラスメイト。途中から転入してきた。名家の出身で、ハーフ。転入当初は周囲と馴れ合うのを躊躇っていたが、次第にクラスに溶け込んでいく。
須加原 拓真（すがわら たくま）
声：赤羽根健治
楓のクラスメイト。カグラと同じ時期に転入してきた。転入早々「格闘クラブ」なるものを発足しようとするなど、考えるよりも先に体が動く体育会系。多少短気な部分があるが、正義感には強い。
黒谷 桃子（くろたに ももこ）
声：井上富美子
楓のクラスの担任教師。担当教科は国語。自分に気に入らないことがあると、怒鳴り散らしたり手が出たりする。好きな音楽はロックで、着ている服もそれをイメージしている。
渡瀬 陸斗（わたせ りくと）
声：丸山徹
楓の高校の教師。担当教科は数学。強すぎる正義感ゆえ、その思考は多少短絡的で、先走った行動をすることが多い。カグラに対して強い思い入れがある。
山田 大器（やまだ たいき）
楓の高校の教師。担当教科は歴史。性格は穏やかで真面目。多少悲観的に物事を見る傾向にある。楓の母親と同級生だった。
白川 菊乃（しらかわ きくの）
声：中原麻衣
楓の高校の校長。30代とは思えない童顔と、多少わがままな性格を持ち合わせている。しかし、本質的には生徒のことを第一に考えている。最初の事件で、楓を「捜査委員長」に任命する。
秋月 透也（あきづき とうや）
声：田中秀幸
警部。独特の雰囲気を発しており、楓の能力のことを知っているような節も見せる。落語が大好き。
緑風（みどりかぜ）
楓のチャット仲間。楓から朱葉の存在を打ち明けられ、割とすんなり受け止めている。事件が終わったあとのチャットで、楓に的確なコメントを残す。

### 修道院編
メリンダ・メイヤーズ
楓たちの留学先の修道院でシスターをしている女性。修道院の料理は、基本的に彼女が担当している。かなりドジで忘れっぽい。
ジェラルド・メイヤーズ
メリンダの弟。修道院で働いている。姉が傍にいるときは丁寧だが、いなくなったとたんに態度が横柄になる。
ルイス・シルヴァーストーン
声：越田直樹
修道院長。美しい容貌と感動的な演説で、民衆の支持を得ている。信仰心にも厚く、事件の犯人が分かっても神にすべてを委ねるという慈悲を見せる。
クロード・フォンダ
修道院で働く男性。後頭部にタトゥーを入れている。格闘マニアであり、修道院内で稽古をしていた拓真を見かけた後、拓真の格闘の師匠となる。
ローズ・バリモア
修道院に30年以上勤めている女性。不気味な雰囲気を持っており、突然現れてなにやら意味深なことを言って去っていく。思い込みが激しく、自分が正しいと頑なに主張するタイプ。
ランディ・アシュフォード
修道院で働く男性。かなり露出度の高い格好をしている。カグラに一目ぼれして以来、熱烈なアタックを繰り返しているが、まったく相手にされていない。
オリヴィア・サーマン
修道院で働く女性。厳格な性格で、留学に来た楓たちにも早朝の掃除を言いつける。

### 豪華客船編
アイヴァン・ローチ
声：三木眞一郎
豪華客船の客。桃子先生やカグラに対してナンパを試みる。
孫 静初（ソン チンチュー）
声：柳井久代
豪華客船の客。中国人で、セクシーなチャイナドレスを着ている。船内で拓真と仲良くなる。
モートン・キューブリック
豪華客船の船長。豪快な性格。
イローナ・セイルズ
豪華客船の添乗員。面倒見がよい。
ロビン・ノートン
豪華客船の専属医師。妻を亡くしている。
ソフィ・ハミルトン
ロビンの一人娘。初対面の朱葉に蹴りを食らわすほどのわがまま娘。機嫌が悪くなると持っているくまのぬいぐるみに八つ当たりする。趣味は1人で小説を作る事。